# Championnat de Suisse féminin de basket-ball de deuxième division 2016-2017
 (août 2016).
Si vous disposez d'ouvrages ou d'articles de référence ou si vous connaissez des sites web de qualité traitant du thème abordé ici, merci de compléter l'article en donnant les références utiles à sa vérifiabilité et en les liant à la section « Notes et références ».
Navigation
Saison 2015-2016 Saison 2017-2018
La saison 2016-2017 de LNB féminin est la 77e édition du championnat de Suisse féminin de basket-ball de LNBF. Elle est organisée par  SwissBasketball.
Les équipes participantes sont :
| Groupe Ouest                 | Groupe Est              |
| ---------------------------- | ----------------------- |
| BBC Cossonay                 | Baden Basket 54         |
| Blonay Basket                | BC Arlesheim            |
| DEL Basket                   | BC Fémina Bern          |
| Elfic Fribourg Génération    | Cassarate Basket Lugano |
| Lausanne Ville-Prilly Basket | STV Luzern Highflyers   |
| Martigny Basket              |                         |
| Meyrin Basket                |                         |
| Nyon Basket féminin          |                         |
| Sion Basket                  |                         |

## Formule de la compétition[2]

### Phase préliminaire
Il y a 14 équipes réparti en 2 groupes lors de la saison 2016-2017. Chaque équipe joue en match aller-retour ou en match simple. Toutes les équipes participent à la phase intermédiaire.
Groupe Ouest : 1 x 8 matches = 8 matches par équipe
Groupe Est : 2 x 4 matches = 8 matches par équipe

### Phase intermédiaire
Il y a 14 équipes réparti en 2 groupes. Les équipes sont réparties en deux groupes en fonction du classement de la phase préliminaire. Les équipes classées du 1er au 4e rang de chaque groupe participent aux play-offs pour le titre.
Groupe 1 et 2 : 2 x 6 matches = 12 matches par équipe
Les équipes classées du 1er au 4e rang de chaque groupe participent aux play-offs pour le titre.
Aucune équipe reléguée

## Calendrier
Calendrier

## Classement
classement

## Playoffs

### Tableau
|  | Quarts de finale | Quarts de finale | Quarts de finale | Quarts de finale | Quarts de finale |  |  | Demi-finales | Demi-finales | Demi-finales |  |  | Finale | Finale | Finale |
|  |                  |                  |                  |                  |                  |  |  |              |              |              |  |  |        |        |        |
|  |                  |                  |                  |                  |                  |  |  |              |              |              |  |  |        |        |        |
|  |                  |                  |                  |                  |                  |  |  |              |              |              |  |  |        |        |        |
|  |                  |                  |                  |                  |                  |  |  |              |              |              |  |  |        |        |        |
|  |                  |                  |                  |                  |                  |  |  |              |              |              |  |  |        |        |        |
|  |                  |                  |                  |                  |                  |  |  |              |              |              |  |  |        |        |        |
|  |                  |                  |                  |                  |                  |  |  |              |              |              |  |  |        |        |        |
|  |                  |                  |                  |                  |                  |  |  |              |              |              |  |  |        |        |        |
|  |                  |                  |                  |                  |                  |  |  |              |              |              |  |  |        |        |        |
|  |                  |                  |                  |                  |                  |  |  |              |              |              |  |  |        |        |        |
|  |                  |                  |                  |                  |                  |  |  |              |              |              |  |  |        |        |        |
|  |                  |                  |                  |                  |                  |  |  |              |              |              |  |  |        |        |        |
|  |                  |                  |                  |                  |                  |  |  |              |              |              |  |  |        |        |        |
|  |                  |                  |                  |                  |                  |  |  |              |              |              |  |  |        |        |        |
|  |                  |                  |                  |                  |                  |  |  |              |              |              |  |  |        |        |        |
|  |                  |                  |                  |                  |                  |  |  |              |              |              |  |  |        |        |        |
|  |                  |                  |                  |                  |                  |  |  |              |              |              |  |  |        |        |        |
|  |                  |                  |                  |                  |                  |  |  |              |              |              |  |  |        |        |        |
|  |                  |                  |                  |                  |                  |  |  |              |              |              |  |  |        |        |        |